# Episodi di Corky, il ragazzo del circo (prima stagione)
La prima stagione della serie televisiva Corky, il ragazzo del circo (Circus Boy) è andata in onda negli Stati Uniti dal 30 settembre 1956 al 23 giugno 1957 sulla NBC.
| nº | Titolo originale            | Prima TV USA      | Titolo italiano | Prima TV Italia |
| -- | --------------------------- | ----------------- | --------------- | --------------- |
| 1  | Meet Circus Boy             | 30 settembre 1956 |                 |                 |
| 2  | The Fabulous Colonel Jack   | 30 settembre 1956 |                 |                 |
| 3  | The Great Gambino           | 7 ottobre 1956    |                 |                 |
| 4  | The Amazing Mr. Sinbad      | 14 ottobre 1956   |                 |                 |
| 5  | Corky and the Circus Doctor | 21 ottobre 1956   |                 |                 |
| 6  | Casey Rides Again           | 4 novembre 1956   |                 |                 |
| 7  | The Little Fugitive         | 11 novembre 1956  |                 |                 |
| 8  | The Proud Pagliacci         | 18 novembre 1956  |                 |                 |
| 9  | White Eagle                 | 25 novembre 1956  |                 |                 |
| 10 | The Little Gypsy            | 2 dicembre 1956   |                 |                 |
| 11 | The Masked Marvel           | 9 dicembre 1956   |                 |                 |
| 12 | The Good Samaritans         | 23 dicembre 1956  |                 |                 |
| 13 | Daring Young Man            | 30 dicembre 1956  |                 |                 |
| 14 | Farewell to the Circus      | 6 gennaio 1957    |                 |                 |
| 15 | Elmer the Aeronaut          | 13 gennaio 1957   |                 |                 |
| 16 | The Remarkable Ricardo      | 20 gennaio 1957   |                 |                 |
| 17 | Big Top Angel               | 27 gennaio 1957   |                 |                 |
| 18 | The Return of Colonel Jack  | 10 febbraio 1957  |                 |                 |
| 19 | The Knife Thrower           | 17 febbraio 1957  |                 |                 |
| 20 | Joey's Wedding Day          | 24 febbraio 1957  |                 |                 |
| 21 | Man from Cimarron           | 3 marzo 1957      |                 |                 |
| 22 | The Great Gambini's Son     | 10 marzo 1957     |                 |                 |
| 23 | Corky's Big Parade          | 24 marzo 1957     |                 |                 |
| 24 | The Lady and the Circus     | 31 marzo 1957     |                 |                 |
| 25 | Counterfeit Clown           | 7 aprile 1957     |                 |                 |
| 26 | The Pawnee Strip            | 14 aprile 1957    |                 |                 |
| 27 | The Cub Reporter            | 21 aprile 1957    |                 |                 |
| 28 | General Pete                | 28 aprile 1957    |                 |                 |
| 29 | The Tumbling Clown          | 5 maggio 1957     |                 |                 |
| 30 | Death Defying Dozetti       | 12 maggio 1957    |                 |                 |
| 31 | Colonel Jack's Brother      | 19 maggio 1957    |                 |                 |
| 32 | The Swamp Man               | 26 maggio 1957    |                 |                 |
| 33 | Hortense the Hippo          | 2 giugno 1957     |                 |                 |
| 34 | The Fortune Teller          | 9 giugno 1957     |                 |                 |
| 35 | The Gentle Giant            | 16 giugno 1957    |                 |                 |
| 36 | Little Vagabond             | 23 giugno 1957    |                 |                 |

## Meet Circus Boy
- Prima televisiva: 30 settembre 1956

### Trama
- Guest star: Leo Gordon (Hank Miller), Billy Barty (Little Tom), Olin Howland (Swifty), Eddie Marr (Barker)

## The Fabulous Colonel Jack
- Prima televisiva: 30 settembre 1956

### Trama
- Guest star: Andy Clyde (colonnello Jack), Ollie O'Toole (Mr. Meeker), Ed Hinton (Mike)

## The Great Gambino
- Prima televisiva: 7 ottobre 1956

### Trama
- Guest star: Anthony Caruso (Gambino), Michael Ross (Ring Master), Eddie Garr (dottore), Billy Barty (Little Tom)

## The Amazing Mr. Sinbad
- Prima televisiva: 14 ottobre 1956

### Trama
- Guest star: Don Diamond (Ben Ali), Raymond Hatton (sergente Price), Kenne Duncan (Barlow)

## Corky and the Circus Doctor
- Prima televisiva: 21 ottobre 1956

### Trama
- Guest star: Stanley Andrews (Pop Warren), Russell Johnson (dottor Ben Osgood), Jim Hayward (Frank Madden), George Chandler (Henry Crump)

## Casey Rides Again
- Prima televisiva: 4 novembre 1956

### Trama
- Guest star: Ralph Moody (Casey Perkins)

## The Little Fugitive
- Prima televisiva: 11 novembre 1956

### Trama
- Guest star: John Hubbard (Arthur Pincus), Millie Doff (Julie Treadway), Harvey Grant (Robin Treadway), Jo Jo Chimp (Jo Jo the Chimp)

## The Proud Pagliacci
- Prima televisiva: 18 novembre 1956

### Trama
- Guest star: Otto Waldis (Fritz Phieffer), Judy Short (Marcy Middleton), Grant Withers (Mr. Middleton), Slim Pickens (Curly), Jay Brooks (Jeff)

## White Eagle
- Prima televisiva: 25 novembre 1956

### Trama
- Guest star: Ralph Moody (Chief Spotted Horse), James Anderson (Taylor), Freddie Letuli (Warrior), Eugenia Paul (Nitika)

## The Little Gypsy
- Prima televisiva: 2 dicembre 1956

### Trama
- Guest star: Dean Fredericks (Jano), Mary Ellen Kay (Tula), Louis Lettieri (Prado), Martin Garralaga (King Kolya)

## The Masked Marvel
- Prima televisiva: 9 dicembre 1956

### Trama
- Guest star: Bradford Jackson (Billy Stanton / Billy Benson), John Reach (Earl Stanton), John Crawford (Matt), Stanley Andrews (sceriffo)

## The Good Samaritans
- Prima televisiva: 23 dicembre 1956

### Trama
- Guest star: Robert Foulk (Ben Farmer), Percy Helton (Toomis Flager), William Lally (Rev. John McNair), Barry Froner (David Farmer), Ray Jones (dipendente circo)

## Daring Young Man
- Prima televisiva: 30 dicembre 1956

### Trama
- Guest star: Rand Brooks (Cal Jones), Helene Marshall (Sally Blake), Wendell Niles (Chester Blake), Peter Coe (Divo)

## Farewell to the Circus
- Prima televisiva: 6 gennaio 1957

### Trama
- Guest star: Irene Hervey (Martha Neilson), Harry Hickox (Victor MacGregor), Bill Walker (Cecil)

## Elmer the Aeronaut
- Prima televisiva: 13 gennaio 1957

### Trama
- Guest star: Sterling Holloway (Elmer Purdy), Hal Hopper (Baldy), Elaine Haslett (Mrs. Stebbins), Harry Strang (sceriffo)

## The Remarkable Ricardo
- Prima televisiva: 20 gennaio 1957

### Trama
- Guest star: Richard Avonde (Ricardo), Ray Teal (sceriffo Green), Jack Daly (Mr. Bailey)

## Big Top Angel
- Prima televisiva: 27 gennaio 1957

### Trama
- Guest star: Jane Darwell (Mamie LaRue), Jan Shepard (Estelle), Manning Ross (Ken), Hal Taggart (dottore)

## The Return of Colonel Jack
- Prima televisiva: 10 febbraio 1957

### Trama
- Guest star: Andy Clyde (colonnello Jack), Ollie O'Toole (Meeker), Ed Hinton (Mike)

## The Knife Thrower
- Prima televisiva: 17 febbraio 1957

### Trama
- Guest star: Rick Vallin (Firpo), Eugene Iglesias (Marino), Whitney Blake (Lola), Hal Taggart (Doc), Tom McKee (dottor Adams)

## Joey's Wedding Day
- Prima televisiva: 24 febbraio 1957

### Trama
- Guest star: Angela Stevens (madre di Susie), Brad Morrow (Sid), Barbara Woodell (Mrs. Larson), Connie Cezon (Sid)

## Man from Cimarron
- Prima televisiva: 3 marzo 1957

### Trama
- Guest star: William Fawcett (Cimarron Kid), Dehl Berti (Duke), William Tannen (Jenks), Dan White (sceriffo), Malcolm Atterbury (pubblico ministero), Terry Frost (Jake)

## The Great Gambini's Son
- Prima televisiva: 10 marzo 1957

### Trama
- Guest star: Anthony Caruso (Gambino), John Wilder (Anthony Gambino), Joe Kirk (Maestro Bono)

## Corky's Big Parade
- Prima televisiva: 24 marzo 1957

### Trama
- Guest star: Ralph Moody (Ezra Hillman), Steve Warren (Cass), Roy Barcroft (Flint), Richard Emory (John Ashcroft), Ken Osmond (Skinny)

## The Lady and the Circus
- Prima televisiva: 31 marzo 1957

### Trama
- Guest star: Frances Robinson (Rosemary Anderson), Thomas Browne Henry (Sam Gordon), Jack Harris (H.B. Gordon), Paul Keast (Mike Anderson)

## Counterfeit Clown
- Prima televisiva: 7 aprile 1957

### Trama
- Guest star: Lee Patrick (Minerva 'Minnie' Murdock), Philip Van Zandt (Gerald Van Dorne / Frank Davis), Don Beddoe (giudice Josh Simmons), Darlene Fields (Doris / Maisy Davis), Leonard Carey (Judson il maggiordomo)

## The Pawnee Strip
- Prima televisiva: 14 aprile 1957

### Trama
- Guest star: Chubby Johnson (Harry Garth), Jason Johnson (Luke Simmons), Dan White (Ben Otis), Grace Albertson (Sarah), Coco Dolenz (Annie), Scotty Morrow (Matt)

## The Cub Reporter
- Prima televisiva: 21 aprile 1957

### Trama
- Guest star: Noreen Corcoran (Jill), Brad Johnson (Frank Dillard), James Seay (Bill Logan), Kirby Smith (sindaco Archer), Elaine Haslett (Helen Dillard), Norman Leavitt (Deputy Summers)

## General Pete
- Prima televisiva: 28 aprile 1957

### Trama
- Guest star: Ed Cassidy (colonnello Theodore Roosevelt), Lee Trent (capitano Stanforth)

## The Tumbling Clown
- Prima televisiva: 5 maggio 1957

### Trama
- Guest star: Tom Brown (Ned Bailey), Barton MacLane (Pinkerton Detective Nolan), Emil Sitka (Postal Clerk Smith)

## Death Defying Dozetti
- Prima televisiva: 12 maggio 1957

### Trama
- Guest star: Richard Benedict (Dozetti), Nan Leslie (Muriel), Don Brodie (colonnello Merriweather)

## Colonel Jack's Brother
- Prima televisiva: 19 maggio 1957

### Trama
- Guest star: Andy Clyde (colonnello Jack / Jonathan Bixby), Ollie O'Toole (Mr. Meeker), Sid Slate (contadino)

## The Swamp Man
- Prima televisiva: 26 maggio 1957

### Trama
- Guest star: Race Gentry (Jean Giroux), John Majulin (Cass Larkin)

## Hortense the Hippo
- Prima televisiva: 2 giugno 1957

### Trama
- Guest star: Harold Peary (Al Garson), Frank Jenks (scagnozzo), Edward Brophy (Jethroe Ames), Rusty Wescoatt (Deputy), William 'Billy' Benedict (Punk)

## The Fortune Teller
- Prima televisiva: 9 giugno 1957

### Trama
- Guest star: Mary Young (Mrs. Amelia Lilly), Barry Bernard (Bumps), Baynes Barron (Florenzo), Jerome Landfield (Edwin Lilly), Gloria Grant (Alice Lilly)

## The Gentle Giant
- Prima televisiva: 16 giugno 1957

### Trama
- Guest star: Buddy Baer (Hector Buford), Effie Laird (Mrs. Buford), Herb Vigran (Gabby McCullough), Kubla Khan (Abdullah)

## Little Vagabond
- Prima televisiva: 23 giugno 1957

### Trama
- Guest star: Ricky Vera (Gene), Paul Picerni (Julio Gaetano), Yvette Duguay (Maria Gaetano), Edmund Cobb (sceriffo Thompson)